# Józefa Wójcicka

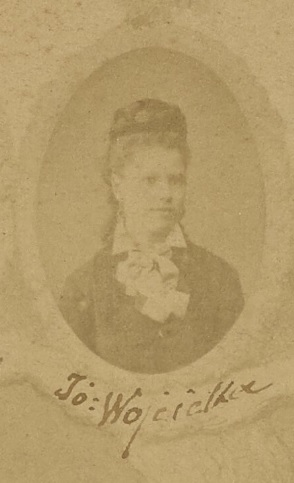
Józefa Wójcicka w 1876 r.

Józefa Wójcicka (z Sochaczewskich, ur. 1854 w Lipnie, zm. 9 stycznia 1906 w Krakowie) – polska aktorka teatralna i śpiewaczka.

## Kariera teatralna
Występowała w zespołach teatrów prowincjonalnych: Pawła Ratajewicza (1872-1874), Władysława Dębskiego i Mieczysława Krauzego (1874), Józefa Rybackiego (1876-1878), Bolesława Kremskiego i Hipolita Wójcickiego (1877-1880) i Józefa Puchniewskiego (1881), a także w warszawskich teatrach ogródkowych: "Cassino", "Alkazar" i "Alhambra". Od sez. 1882/1883 do końca życia była związana z teatrem krakowskim. Wystąpiła m.in. w rolach: Marii (Wieczór Trzech Króli), Anieli (Śluby panieńskie), Kasi (Łobzowianie), Czepcowej (Wesele) i Dyndalskiej (Damy i huzary). Była cenioną śpiewaczką operetkową. Śpiewała m.in. partie: Ganimedesa (Piękna Galatea) i Orestesa (Piękna Helena).

## Życie prywatne
Była córką pary aktorów teatralnych: Florentyny z Godzińskich i Wincentego Sochaczewskiego. W 1873 r. wyszła za mąż za aktora i przedsiębiorcę teatralnego Hipolita Wójcickiego. Ich córką była Zofia Wójcicka-Chylewska.